# Ingeniería del petróleo
La ingeniería del petróleo, ingeniería petrolífera, ingeniería de petróleos o ingeniería petrolera es la parte de la ingeniería que combina métodos científicos y prácticos orientados al desarrollo de técnicas para descubrir, explotar, desarrollar, transportar, procesar y tratar los hidrocarburos desde su estado natural, en el yacimiento, hasta los productos finales o derivados. Se considera que la exploración y la producción caen dentro del sector upstream de la industria del petróleo y el gas. Exploración, por científicos de la tierra, y la ingeniería petrolera son las dos principales disciplinas del subsuelo de la industria del petróleo y el gas, que se centran en maximizar la recuperación económica de los hidrocarburos de los yacimientos del subsuelo. La geología del petróleo y la geofísica se centran en la provisión de una descripción estática de la roca del yacimiento de hidrocarburos, mientras que la ingeniería del petróleo se centra en la estimación del volumen recuperable de este recurso utilizando una comprensión detallada del comportamiento físico del petróleo, el agua y gas dentro de roca porosa a muy alta presión.
Los esfuerzos combinados de geólogos e ingenieros petroleros a lo largo de la vida de una acumulación de hidrocarburos determinan la forma en que se desarrolla y agota un yacimiento y, por lo general, tienen el mayor impacto en la economía del campo. La ingeniería petrolera requiere un buen conocimiento de muchas otras disciplinas relacionadas, como geofísica, geología del petróleo, evaluación de formaciones (perfilaje de pozo), perforación, economía, simulación de yacimientos, ingeniería de yacimientos, ingeniería de pozos, sistemas de levantamiento artificial, terminaciones e ingeniería de producción de petróleo.
El reclutamiento para la industria ha sido históricamente de las disciplinas de física, ingeniería mecánica, ingeniería química e ingeniería de minas. La capacitación de desarrollo posterior generalmente se ha realizado dentro de las compañías petroleras.

## Descripción
La profesión se inició en 1914 dentro del American Institute of Mining, Metallurgical, and Petroleum Engineers (Instituto Estadounidense de Ingenieros de Minería, Metalurgia y Petróleo) (AIME). El primer título de Ingeniería de Petróleo fue conferido en 1915 por la Universidad de Pittsburgh. Desde entonces, la profesión ha evolucionado para resolver situaciones cada vez más difíciles. Las mejoras en el modelado por ordenador, los materiales y la aplicación de estadísticas, análisis de probabilidad y nuevas tecnologías como perforación horizontal y recuperación mejorada de petróleo, han mejorado drásticamente la caja de herramientas del ingeniero petrolero en las últimas décadas, automatización, sensores, y robots se están utilizando para impulsar la industria hacia una mayor eficiencia y seguridad.
Las condiciones de aguas profundas, árticas y desérticas generalmente se enfrentan. Los entornos de alta temperatura y alta presión (HTHP) se han vuelto cada vez más comunes en las operaciones y requieren que el ingeniero petrolero sea experto en temas tan amplios como la termohidráulica, la geomecánica y los sistemas inteligentes.
La Sociedad de Ingenieros de Petróleo (SPE) es la sociedad profesional más grande de ingenieros de petróleo y publica mucha información técnica y otros recursos para apoyar a la industria del petróleo y el gas. Brinda educación en línea gratuita (seminarios web), tutoría y acceso a SPE Connect, una plataforma exclusiva para que los miembros discutan problemas técnicos, mejores prácticas y otros temas. Los miembros de SPE también pueden acceder a la Herramienta de gestión de competencias de SPE para encontrar puntos fuertes de conocimientos y habilidades y oportunidades de crecimiento. SPE publica diarios, libros y revistas revisados por pares. Los miembros de la SPE reciben una suscripción de cortesía al Journal of Petroleum Technology y descuentos en otras publicaciones de la SPE. Los miembros de la SPE también reciben descuentos en las tarifas de inscripción para los eventos y cursos de capacitación organizados por la SPE. SPE ofrece becas y becas a estudiantes de pregrado y posgrado.
Según la Oficina de Estadísticas Laborales del Departamento de Trabajo de los Estados Unidos, los ingenieros petroleros deben tener una licenciatura en ingeniería, generalmente se prefiere un título centrado en ingeniería petrolera, pero los títulos en ingeniería mecánica, química y civil también son satisfactorios. La educación en ingeniería petrolera está disponible en muchas universidades en todo el mundo, principalmente en las regiones productoras de petróleo. U.S. News & World Report mantiene una lista de los mejores programas de pregrado en ingeniería petrolera. SPE y algunas empresas privadas ofrecen cursos de capacitación. Algunas compañías petroleras tienen considerables clases internas de capacitación en ingeniería petrolera.

### Salarios de ingeniería petrolera
Históricamente, la ingeniería petrolera ha sido una de las disciplinas de ingeniería mejor pagadas, aunque existe una tendencia a los despidos masivos cuando bajan los precios del petróleo y oleadas de contrataciones a medida que suben los precios. En 2020, la Oficina de Estadísticas Laborales del Departamento de Trabajo de los Estados Unidos informó que el salario medio de los ingenieros petroleros era de 137 330 USD, o aproximadamente 66,02 USD por hora. El mismo resumen proyecta que habrá un crecimiento laboral del 3% en este campo de 2019 a 2029.
La SPE realiza anualmente una encuesta salarial. En 2017, la SPE informó que el miembro profesional promedio de la SPE reportó ganancias de US$194 649 (incluyendo salario y bonificación).  El salario base promedio informado en 2016 fue de $143 006. El salario base y otras compensaciones fueron, en promedio, más altos en los Estados Unidos, donde el salario base fue de 174 283 dólares estadounidenses. Los ingenieros de perforación y producción tendían a obtener el mejor salario base, US$160 026 para los ingenieros de perforación y US$158 964 para los ingenieros de producción. El salario base en promedio osciló entre 96 382 y 174 283 dólares estadounidenses. Todavía hay brechas salariales de género significativas, más o menos el 5% de la brecha salarial promedio de EE. UU., que fue una diferencia del 18% en 2017.
Así que en 2016, U.S. News & World Report nombró a la ingeniería petrolera como la principal carrera universitaria en términos de los salarios medios anuales más altos de los trabajadores con educación universitaria (25 a 59 años). La encuesta de 2010 de la Asociación Nacional de Universidades y Empleadores mostró a los ingenieros petroleros como los graduados de 2010 mejor pagados, con un salario promedio anual de $125 220. Para personas con experiencia, los salarios pueden oscilar entre $170 000 y $260 000. Ganan un promedio de $112 000 al año y alrededor de $53,75 por hora. En un artículo de 2007, Forbes.com informó que la ingeniería petrolera ocupaba el puesto 24 entre los trabajos mejor pagados de los Estados Unidos.

## Ciencias aplicadas
Los conocimientos y técnicas empleadas por los ingenieros de petróleo proceden de casi todos los campos de la ciencia, y se desarrollan constantemente debido a la incesante búsqueda de recursos y de optimización de la producción. Los principios de la física y la química aplicada son empleados en todas las etapas de la explotación del hidrocarburo, desde la exploración hasta la conversión de estos en productos de consumo.

## Equipos multidisciplinarios
La industria petrolera se conforma de equipos multidisciplinarios que trabajan en conjunto para encontrar y producir el hidrocarburo entrampado en el subsuelo. Esto ocurre debido a la gran cantidad de problemas y fenómenos que se desarrollan tanto en el yacimiento como en la superficie. El ingeniero de petróleo tiene la capacidad de interpretar los datos recibidos de parte de geólogos, geofísicos, químicos y físicos, y de desarrollar métodos óptimos para el desarrollo de los yacimientos haciendo uso de todas las nuevas tecnologías que se tengan al alcance.

## Campos de la ingeniería de petróleo

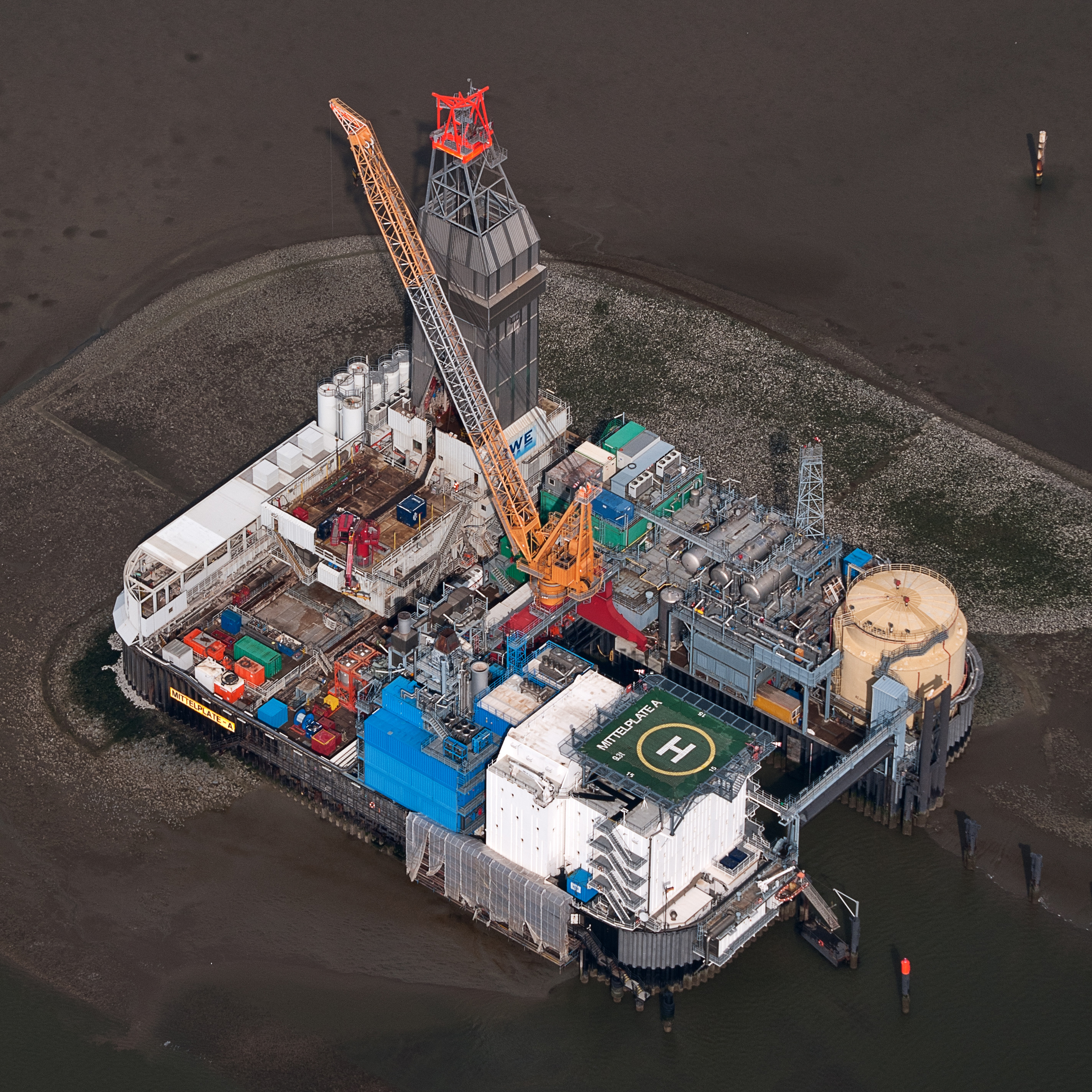
Vista aérea de la plataforma petrolera de Mittelplate, el mayor yacimiento petrolífero de Alemania.

### Exploración
La tarea de exploración comprende todas las actividades de búsqueda de hidrocarburos. Fundamentalmente se desarrolla mediante la aplicación de métodos de prospección geofísica y la elaboración de mapas de superficie y subsuelo por parte de los geólogos, con la finalidad de inferir sobre la configuración de los estratos del subsuelo y su composición, lo que puede proporcionar claves sobre la existencia de ambientes propicios para la acumulación de petróleo o gas natural.
Los datos que proveen los geólogos son analizados por los ingenieros de petróleo, quienes interpretan y «traducen» los datos que reciben, y pueden ordenar la perforación de sondeos estratigráficos, cuya finalidad es la de tomar muestras del subsuelo, que serán analizados en laboratorios de física de rocas, y llevar a cabo registros con métodos eléctricos, acústicos o nucleares, los cuales serán igualmente interpretados por los Ingenieros de Petróleo especialistas en la disciplina de interpretación de perfiles.
Los pozos exploratorios son perforados posteriormente, dependiendo de los resultados obtenidos de la estratigrafía, para certificar o comprobar la presencia de reservas de hidrocarburos en el subsuelo, que son comercialmente explotables.

### Ingeniería de yacimientos
El yacimiento es una unidad porosa y permeable en el subsuelo que contiene en sus espacios porosos hidrocarburos líquidos o gaseosos con características que permiten su explotación comercial.
La ingeniería de yacimientos es una de las partes más importantes en la Ingeniería de petróleo, ya que es el nexo entre el yacimiento o reservorio de petróleo o gas y los sistemas de producción en superficie.
El ingeniero de yacimientos es el encargado de interpretar los resultados de la exploración, estudiar las propiedades de la roca reservorio, y planificar la producción o extracción de sus fluidos. Bajo su responsabilidad se encuentra el desarrollo de prácticas de explotación óptima para cada sistema de hidrocarburos.

### Ingeniería de perforación
Diseñar la perforación de pozos, elaborando los programas o diseños particulares de: barrenas; sartas de perforación; tuberías de revestimiento; fluidos de control; registros geofísicos; pruebas de producción (en su caso); cementaciones; desviaciones (en su caso); registro continuo de hidrocarburos (en su caso); obtención de núcleos (en su caso); pescas (en los casos de accidentes mecánicos); programas de control del pozo (en casos de descontrol); terminación de pozos y herramientas a utilizar, tanto en pozos exploratorios como de desarrollo.
Perforar pozos, supervisando el estricto apego a los diseños y programas previamente elaborados, así como el adecuado funcionamiento de: Instalaciones de seguridad y control del pozo (cabezal de tuberías de revestimiento, preventores, líneas de manejo de control en caso de brote imprevisto, línea del quemador; presas de lodo y de desperdicios).
La perforación de un pozo petrolero puede realizarse de 3 maneras,  perforación vertical o convencional, que consta de mantener la presión hidrostatica de la columna del fluido de control por encima de la presión de formación, se encuentra la perforación bajo balance, en la cual la presión de formación es mayor a la presión de la columna hidrostatica y por último se encuentra la perforación direccional, la cual actualmente se está usando con mayor frecuencia, la cual consta de herramientas especiales para realizar desviaciones y así dirigir la sarta al yacimiento, hasta obtener una perforación horizontal.

### Ingeniería de producción
La ingeniería de producción se encarga de la aplicación de conocimientos técnicos y científicos hacia el transporte de los recursos desde el yacimiento hasta los puertos o refinerías. Determinan qué método de producción explotada y ser usado y diseñan y optimizan las instalaciones de superficie para el tratamiento primario de convertidos en primeras necesidades a nivel mundial los hidrocarburos, como separadores de fases, tanques de almacenamiento, sistemas de purificación, líneas de flujo y sistemas de bombeo y compresión del petróleo o el gas natural, con el objetivo de llevar el crudo o gas a condiciones específicas a las cuales se puede comercializar o distribuir.
Se encargan de la etapa final en la explotación de los hidrocarburos, la cual es la conversión de estos en productos comerciales de uso común, que abarcan combustibles, medicinas, ropa, cosméticos, entre otros. Esto mediante el sometimiento del crudo a procesos químicos en refinerías o plantas petroquímicas. El ingeniero de petróleo elabora métodos nuevos o perfeccionados para el tratamiento inicial y la refinación del petróleo, proyecta y supervisa la construcción, montaje, arranque y funcionamiento de la refinería (en las refinerías se les contrata generalmente bajo el nombre de ingenieros de procesos, lo cual también pasa con los ingenieros químicos).